# Кроуфорд, Рэнди
Веро́ника Рэ́нди Кро́уфорд (англ. Veronica Randy Crawford; род. 18 февраля 1952 года) — американская певица, в основном исполняла джаз, ритм-н-блюз, соул и диско, была очень популярна в Европе и США в 1970-х и начале 80-х.

## Карьера
Начало карьеры Рэнди Кроуфорд было связано с выступлениями в клубах, она выступала во многих клубах от Цинциннати до Сен-Тропез. Но популярность она завоевала в Нью-Йорке, где в 1970-х она пела с известными джазменами, в частности с Джорджем Бенсоном и Кэннонболлом Эддерли.
Она подписала контракт с Columbia Records и выпустила свой первый сингл в 1972 году.
В 1975 году Эддерли пригласил её петь для своего нового альбома Big Man.
В 1978 году Кроуфорд спела для второго сольного альбома Стива Хэкетта, бывшего гитариста группы Genesis.
В 1979 году Кроуфорд, вместе с ветеранами ритм-н-блюза — группой The Crusaders, записала одну из своих самых известных песен — Street Life. Песня завоевала популярность как в США, так и в Европе, вошла в саундтреки фильмов «Команда Шарки» и «Джеки Браун».
В 1980 году на Токийском музыкальном фестивале Кроуфорд была названа самой выдающейся исполнительницей. В этом же году она выпустила свою известную песню One Day I’ll Fly Away, ставшую классикой жанра соул.
В 1981 году альбом Рэнди Кроуфорд Secret Combination шестьдесят недель держался в чарте альбомов в Великобритании, но на этом пик её карьеры окончился. После этого лишь одна песня (Almaz) в 1986 году сумела пробиться в Топ 40 Великобритании.
Советские телезрители увидели Кроуфорд в 1984, в трансляции с фестиваля итальянской песни в Сан-Ремо, где она выступила в качестве гостьи с песней «Почему?».
Всплеск популярности Кроуфорд случился в 1995 году с выходом альбома Naked And True, в котором певица вернулась к своим музыкальным корням. Всплеску также способствовала молодая исполнительница Шола Ама, спевшая кавер-версию песни Кроуфорд You Might Need Somebody.
За свою долгую карьеру Кроуфорд пела с Бутси Коллинзом, Куинси Джонсом, Джо Семплом, Эриком Клэптоном, Риком Спрингфилдом, Элом Джерро и многими другими.

## Альбомы
| Год  | Альбом                                                                                             | Позиции в чартах | Позиции в чартах | Позиции в чартах | Позиции в чартах |
| Год  | Альбом                                                                                             | US               | US R&B           | US Jazz          | UK               |
| ---- | -------------------------------------------------------------------------------------------------- | ---------------- | ---------------- | ---------------- | ---------------- |
| 1976 | Everything Must Change - Лейбл: Warner Bros.                                                       | —                | —                | —                | —                |
| 1977 | Miss Randy Crawford - Лейбл: Warner Bros.                                                          | —                | —                | —                | —                |
| 1979 | Raw Silk - Лейбл: Warner Bros.                                                                     | —                | 63               | 35               | —                |
| 1980 | Now We May Begin - Лейбл: Warner Bros.                                                             | 180              | 30               | 14               | 10               |
| 1981 | Secret Combination - Лейбл: Warner Bros.                                                           | 71               | 12               | 9                | 2                |
| 1982 | Windsong - Лейбл: Warner Bros.                                                                     | 148              | 24               | 16               | 7                |
| 1983 | Nightline - Лейбл: Warner Bros.                                                                    | 164              | 41               | 24               | 37               |
| 1986 | Abstract Emotions - Лейбл: Warner Bros.                                                            | 178              | 53               | —                | 14               |
| 1989 | Rich and Poor - Лейбл: Warner Bros.                                                                | 159              | 19               | 4                | 63               |
| 1992 | Through the Eyes of Love - Лейбл: Warner Bros.                                                     | —                | 49               | 8                | —                |
| 1993 | Don’t Say It’s Over - Лейбл: Warner Bros.                                                          | —                | —                | —                | —                |
| 1995 | Naked And True - Лейбл: WEA, Bluemoon                                                              | —                | 40               | 3                | —                |
| 1998 | Every Kind of Mood: Randy, Randi, Randee - Лейбл: WEA, Bluemoon / Atlantic                         | —                | 70               | 2                | —                |
| 2001 | Play Mode(также известен как Permanent) - Лейбл: WEA, Warner Bros.                                 | —                | —                | 9                | —                |
| 2006 | Feeling Good (вместе с Джо Семплом) - Дата релиза: August 14, 2006 - Лейбл: PRA, EmArcy (в Европе) | —                | 77               | 3                | —                |
| 2008 | No Regrets (вместе с Джо Семплом) - Дата релиза: October 6, 2008 - Лейбл: PRA, EmArcy (в Европе)   | —                | —                | 8                | —                |
| 2012 | Live (вместе с Джо Семплом) - Дата релиза: April 9, 2012 - Лейбл: PRA, EmArcy (в Европе)           | —                | —                | 26               | —                |

## Синглы
| Год  | Название                                                | Чарт US R&B      | Чарт UK Singles Chart | Чарт NL Top 40 | Чарт SE Top 20 | Альбом                                   |
| ---- | ------------------------------------------------------- | ---------------- | --------------------- | -------------- | -------------- | ---------------------------------------- |
| 1979 | «Street Life» — с группой The Crusaders                 | 17, 36 Pop       | 5                     | 13             | 8              | Street Life                              |
| 1980 | «Same Old Story (Same Old Song)»                        | 34               | -                     | 23             | -              | Now We May Begin                         |
| 1980 | «Last Night at Danceland»                               | 68               | 61                    | -              | -              | Now We May Begin                         |
| 1980 | «One Day I’ll Fly Away»                                 | -                | 2                     | 1              | -              | Now We May Begin                         |
| 1981 | «People Alone» (тема любви из к/ф «Состязание»)         | -                | -                     | 25             | -              | The Competition                          |
| 1981 | «When I Lose My Way»                                    | 58               | -                     | -              | -              | Secret Combination                       |
| 1981 | «You Might Need Somebody»                               | -                | 11                    | -              | -              | Secret Combination                       |
| 1981 | «Rainy Night in Georgia»                                | -                | 18                    | 17             | -              | Secret Combination                       |
| 1981 | «Secret Combination»                                    | 70               | 48                    | -              | -              | Secret Combination                       |
| 1982 | «Imagine» (живое исполнение) — c группой Yellowjackets  | 69,108 BUB UNDER | 60                    | -              | 15             | Casino Lights                            |
| 1982 | «One Hello»                                             | 50,110 BUB UNDER | 48                    | 35             | -              | Windsong                                 |
| 1982 | «Look Who’s Lonely Now»                                 | 68               | -                     | -              | -              | Windsong                                 |
| 1982 | «Your Precious Love» (живое исполнение) — с Элом Джерро | 16,102 BUB UNDER | -                     | -              | -              | Casino Lights                            |
| 1982 | «Give Peace a Chance» (живое исполнение)                | -                | -                     | -              | 6              | Windsong                                 |
| 1983 | «He Reminds Me»                                         | -                | 65                    | -              | -              | Windsong                                 |
| 1983 | «Nightline»                                             | 91               | 51                    | 19             | 15             | Nightline                                |
| 1984 | «Taxi Dancing» — с Риком Спрингфилдом                   | 58 POP, 16 A/C   | -                     | -              | -              |                                          |
| 1986 | «Can’t Stand the Pain»                                  | 58               | -                     | -              | -              | Abstract Emotions                        |
| 1986 | «Desire»                                                | 90               | -                     | -              | -              | Abstract Emotions                        |
| 1986 | «Almaz»                                                 | -                | 4                     | -              | -              | Abstract Emotions                        |
| 1989 | «Knocking on Heaven’s Door» — с Эриком Клэптоном        | 4                | 77                    | 10             | -              | Rich and Poor                            |
| 1990 | «Wrap-U-Up»                                             | 15               | -                     | -              | -              | Rich and Poor                            |
| 1990 | «I Don’t Feel Much Like Crying»                         | 16               | -                     | -              | -              | Rich and Poor                            |
| 1990 | «Cigarette in the Rain»                                 | 38               | -                     | -              | -              | Rich and Poor                            |
| 1992 | «Diamante»                                              | -                | 44                    | -              | -              | Through the Eyes of Love                 |
| 1992 | «Who’s Crying Now» — с Джо Семплом                      | 30               | -                     | -              | -              | Through the Eyes of Love                 |
| 1992 | «A Lot That You Can Do»                                 | 74               | -                     | -              | -              | Through the Eyes of Love                 |
| 1995 | «Forget Me Nots»                                        | -                | -                     | -              | -              |                                          |
| 1996 | «Give Me the Night»                                     | 47               | 60                    | -              | -              | Naked and True                           |
| 1996 | «Cajun Moon»                                            | 65               | -                     | -              | -              | Naked and True                           |
| 1998 | «Bye Bye»                                               | -                | -                     | -              | -              | Every Kind of Mood: Randy, Randi, Randee |
| 1998 | «Silence»                                               | 76               | -                     | -              | -              | Every Kind of Mood: Randy, Randi, Randee |
| 1998 | «Wishing on a Star»                                     | -                | -                     | -              | -              | Every Kind of Mood: Randy, Randi, Randee |